# Sara Indrio
Pour les articles homonymes, voir Jensen.
Sara Indrio Jensen (née à Copenhague le 4 janvier 1975) est une chanteuse, auteur-compositrice et parolière danoise. Elle s'est particulièrement formée aux instruments de percussion. Elle a également eu des rôles d'actrice notamment dans le film Italian for Beginners (italiensk for begyndere pour le titre original du film en danois).

## Biographie
Sara Indrio commence son apprentissage de la musique dès l'âge de 6 ans. Elle est très vite attirée par la batterie et les percussions. Au lycée elle participe à un chœur féminin de Copenhague. Elle étudie ensuite la musique et en particulier les percussions au conservatoire où elle obtient en 1998 un diplôme. Sara Indrio s'initie également à la psychologie de la musique à l'université danoise d'éducation. Elle étudie en 2006 les traditions folkloriques rythmiques afro-cubaines de la Havane.
Elle a participé à des tournées en tant que percussionniste et chanteuse accompagnatrice auprès de beaucoup d'artistes et groupes dont The Savage Rose et Rebecka Törnqvist.
Elle a participé à la composition ou à l'arrangement de musique avec electronica-wizz Bjørn Svin et le groupe danois Swan Lee.
En parallèle à l'accompagnement elle créait sa propre musique et a cosigné plusieurs chansons et enregistrements à travers un label. Afin d'avoir plus de liberté créatrice Sara Indrio décida de créer son propre label, Tralala Productions. Elle sort alors en 2004 son premier album, Dark Clouds, Silver Linings.
Elle donne également des cours au conservatoire classique de Copenhague.

## Discographie
- Dark Clouds, Silver Linings - 2004
- While we dream - 2006

## Filmographie
- Italian for Beginners (italiensk for begyndere) de Lone Scherfig (Giulia) - 2000
- Nåletræer de Stefano Gonzales (Monica) - 2007 - court métrage pour lequel elle a également composé des chansons